# 萨拉梅亚拉雷亚尔
萨拉梅亚拉雷亚尔，是西班牙安达卢西亚自治区韦尔瓦省的一个市镇。总面积239平方公里，总人口3598人（2001年），人口密度15人/平方公里。